# Michael Schneider (Politiker, 1954)

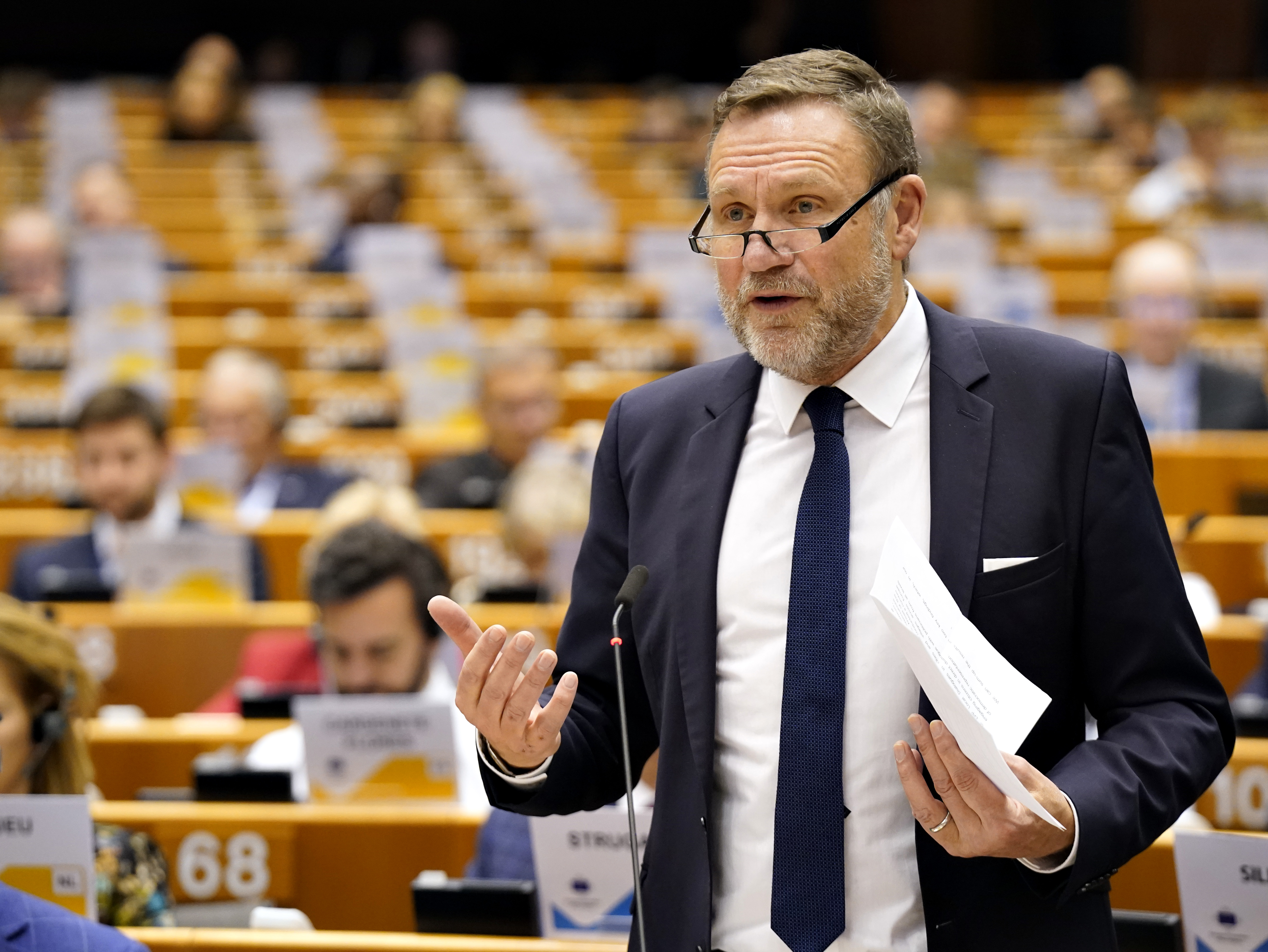
Michael Schneider (2019)

Michael Schneider (* 31. Juli 1954 in Kirchen an der Sieg) ist ein deutscher Politiker (CDU). Er war von 2002 bis 2022 Staatssekretär und Bevollmächtigter des Landes Sachsen-Anhalt beim Bund.

## Leben

### Ausbildung
Michael Schneider absolvierte 1974 das Abitur. Anschließend studierte er von 1974 bis 1983 Germanistik, Geschichte, Philosophie, Erziehungswissenschaften und Komparatistik an der Universität Bonn. Er erreichte 1979 den akademischen Grad Magister Artium und wurde 1983 promoviert.

### Werdegang
Von 1980 bis 1986 unterrichtete er als Lehrer die Fächer Deutsch und Geschichte an einer Bonner Privatschule. Zudem war er von 1985 bis 1986 Mitarbeiter eines Mitgliedes des Deutschen Bundestages und anschließend ab 1986 Referent für Bildung, Wissenschaft, Kultur- und Medienpolitik sowie Auswärtige Kulturpolitik und ab 1987 Geschäftsführender Referent der Arbeitsgruppe Bildung und Wissenschaft der CDU/CSU-Fraktion im Deutschen Bundestag. Er trat bereits 1986 in die CDU ein. Im Jahr 1990 wechselte er als Fraktionsgeschäftsführer zur CDU-Fraktion im Landtag von Sachsen-Anhalt nach Magdeburg.
Am 28. Mai 2002 wurde er zum Staatssekretär für Bundes- und Europaangelegenheiten und Bevollmächtigten des Landes Sachsen-Anhalt beim Bund ernannt. Ende September 2022 trat er in den Ruhestand ein. Ihm folgte Simone Großner nach. Er war der Bevollmächtigte mit der längsten Amtszeit aller Bevollmächtigten der Länder seit Bestehen des Bundesrates. 
2002 wurde er Mitglied des Europäischen Ausschusses der Regionen, dessen stellvertretender Vorsitzender er 2006 wurde. Im Jahr 2008 wurde er Vorsitzender der Fachkommission für den Territorialen Zusammenhalt. Von Januar 2010 bis Januar 2020 war er dort Vorsitzender der EVP-Fraktion und von Juli 2012 bis Januar 2020 Koordinator des Netzwerks für Subsidiaritätskontrolle und Vorsitzender der Steuerungsgruppe Subsidiarität. Außerdem war er von Januar bis Juli 2018 Mitglied der Task Force „Subsidiarität, Verhältnismäßigkeit und weniger, aber effizienteres Handeln“ beim Präsidenten der Europäischen Kommission.
Darüber hinaus war er Mitglied der deutsch-französischen Freundschaftsgruppe des Bundesrates. 
Schneider ist verheiratet und hat ein Kind.